# Natalya Antyukh
Natalya Nikolayevna Antyukh (en russe : Наталья Николаевна Антюх, transcription française : Natalia Nikolaïevna Antioukh, née le 26 juin 1981 à Saint-Pétersbourg) est une athlète russe, spécialiste du 400 mètres et du 400 mètres haies.

## Biographie
En 2002, Natalya Antyukh remporte le 400 mètres des Championnats d'Europe en salle de Vienne, en Autriche, puis s'impose en finale du relais 4 × 400 m des Championnats d'Europe de Munich. Aux Championnats du monde en salle 2003 de Birmingham, la Russe décroche le titre mondial du relais 4 × 400 m aux côtés de ses compatriotes Yuliya Pechonkina, Olesya Zykina et Natalya Nazarova. Antyukh descend pour la première fois de sa carrière sous les 50 secondes au 400 m le 31 juillet 2004 en s'imposant lors du meeting de Toula dans le temps de 49 s 85. Figurant parmi les favorites des Jeux olympiques d'Athènes, elle se classe troisième de la course individuelle et se rapproche de son record personnel (49 s 89). Elle décroche une nouvelle médaille lors de ces Jeux en terminant deuxième du relais 4 × 400 m, derrière l'équipe des États-Unis. Vainqueur de la Coupe d'Europe 2005, elle remporte la finale du relais 4 × 400 m des Championnats du monde d'Helsinki en compagnie de Yuliya Pechonkina, Olesya Krasnomovets et Svetlana Pospelova. L'équipe de Russie établit le temps de 3 min 20 s 95 et devance finalement la Jamaïque et le Royaume-Uni.
Natalya Antyukh remporte un second titre mondial en salle dans l'épreuve du relais 4 × 400 m lors des Championnats du monde en salle de Moscou. L'équipe de Russie, composée par ailleurs de Tatyana Levina, Natalya Nazarova et Olesya Krasnomovets, s'impose en 3 min 24 s 91 devant les États-Unis. Elle établit le temps de 49 s 93 en demi-finale des Championnats du monde d'Osaka, réalisant son meilleur tour de piste depuis 2004. Elle se classe sixième de la finale en 50 s 33. En 2009, Antioukh réalise 54 s 00 lors du 400 mètres haies du meeting Golden Gala de Rome. Qualifiée dans cette épreuve pour les Championnats du monde de Berlin, elle termine sixième de la finale dans le temps de 54 s 11.  
En 2010, elle remporte le 400 m haies et le relais 4 × 400 m des Championnats d'Europe par équipes de Bergen, permettant à l'équipe de Russie d'occuper la première place du classement général. Fin juillet aux Championnats d'Europe de Barcelone, Antyukh s'adjuge le titre continental du 400 m haies, un seulement après avoir débuté dans cette discipline. Elle s'impose en 52 s 92 et établit un nouveau personnel assorti de la meilleure performance européenne de l'année et d'un nouveau record de la compétition. Elle devance de près d'une seconde la Bulgare Vania Stambolova.
Le 9 juin 2011 au Bislett Games d'Oslo, 3e étape sur 400 m haies de la ligue de diamant 2011, elle s'adjuge la 3e place en 55 s 45. Elle remporte deux médailles de bronze lors des Championnats du monde de Daegu. La première est obtenue dans l'épreuve du 400 m haies où elle est devancée par Lashinda Demus et Melaine Walker, et la seconde dans celle du relais 4 × 400 m en compagnie de ses coéquipières de l'équipe de Russie.
Natalya Antyukh décroche son premier titre olympique en août 2012 lors des Jeux de Londres en s'imposant en finale du 400 m haies dans le temps de 52 s 70 (record personnel et meilleure performance mondiale de l'année), devant l'Américaine Lashinda Demus (52 s 77) et la Tchèque Zuzana Hejnová (53 s 38). Elle se classe par ailleurs deuxième de l'épreuve du relais 4 × 400 m en compagnie de Yuliya Gushchina, 
Antonina Krivoshapka et Tatyana Firova.
En 2013, Antyukh participe aux Championnats du monde à Moscou, où elle est éliminée en demi-finale sur 400 m haies avec un temps de 55 s 55. Sur 4 × 400 m, elle ne participe qu'à la demi-finale et n'est pas retenue pour la finale où son équipe décroche la médaille d'or. L'année suivant, la russe fait une saison blanche, ne participant à aucune compétition majeure.
En 2016, elle termine 7e des Championnats de Russie en 57 s 97. Elle met un terme à sa carrière le 5 février 2017, quelques jours après la perte de sa médaille olympique sur le 4 x 400 m de Londres.
En 2021, elle est convaincue de dopage sur la base de preuves contenues dans le rapport McLaren et voit tout ses résultats obtenus entre le 30 juin 2013 et le 31 décembre 2015 annulés. En octobre 2022, l'unité d'intégrité d'athlétisme (UAI) allonge cette période et annule tous les résultats de l'athlète à partir du 15 juillet 2012. En conséquence, Antyukh perd son titre olympique obtenu 10 ans plus tôt lors des Jeux olympiques de Londres.

## Distinctions
- Ordre de l'Amitié (le 18 février 2006)[9]
- Ordre de l'Honneur (le 13 aout 2012)[10]

## Palmarès
| Date | Compétition                       | Lieu       | Résultat | Épreuve     | Temps         |
| ---- | --------------------------------- | ---------- | -------- | ----------- | ------------- |
| 1998 | Jeux mondiaux de la jeunesse      | Moscou     | 1re      | 400 m haies | 59 s 94       |
| 1998 | Jeux mondiaux de la jeunesse      | Moscou     | 1re      | 4 x 400 m   | 3 min 44 s 54 |
| 2001 | Coupe d'Europe                    | Brême      | 3e       | 400 m       | 51 s 37       |
| 2002 | Championnats d'Europe en salle    | Vienne     | 1re      | 400 m       | 51 s 65       |
| 2002 | Championnats d'Europe             | Munich     | 2e       | 4 × 400 m   | 3 min 25 s 59 |
| 2003 | Championnats du monde en salle    | Birmingham | 1re      | 4 × 400 m   | 3 min 28 s 45 |
| 2004 | Championnats du monde en salle    | Budapest   | 1re      | 4 × 400 m   | séries        |
| 2004 | Coupe d'Europe                    | Bydgoszcz  | 2e       | 200 m       | 22 s 83       |
| 2004 | Jeux olympiques                   | Athènes    | 3e       | 400 m       | 49 s 89       |
| 2004 | Jeux olympiques                   | Athènes    | 2e       | 4 × 400 m   | 3 min 20 s 16 |
| 2004 | Finale mondiale                   | Monaco     | 5e       | 400 m       | 50 s 95       |
| 2005 | Coupe d'Europe                    | Florence   | 1re      | 400 m       | 50 s 67       |
| 2005 | Coupe d'Europe                    | Florence   | 1re      | 4 x 400 m   | 3 min 23 s 56 |
| 2005 | Championnats du monde             | Helsinki   | 1re      | 4 × 400 m   | 3 min 20 s 95 |
| 2005 | Finale mondiale                   | Monaco     | 8e       | 400 m       | 51 s 90       |
| 2006 | Championnats du monde en salle    | Moscou     | 1re      | 4 × 400 m   | 3 min 24 s 91 |
| 2007 | Championnats d'Europe en salle    | Birmingham | 2e       | 4 × 400 m   | 3 min 28 s 16 |
| 2007 | Championnats du monde             | Osaka      | 6e       | 400 m       | 50 s 33       |
| 2007 | Championnats du monde             | Osaka      | 4e       | 4 × 400 m   | 3 min 20 s 25 |
| 2009 | Championnats d'Europe en salle    | Turin      | 4e       | 400 m       | 52 s 37       |
| 2009 | Championnats d'Europe en salle    | Turin      | 1re      | 4 × 400 m   | 3 min 29 s 12 |
| 2009 | Championnats du monde             | Berlin     | 6e       | 400 m haies | 54 s 11       |
| 2009 | Championnats du monde             | Berlin     | —        | 4 × 400 m   | DQ            |
| 2010 | Championnats d'Europe par équipes | Bergen     | 1re      | 400 m haies | 55 s 27       |
| 2010 | Championnats d'Europe par équipes | Bergen     | 1re      | 4 × 400 m   | 3 min 23 s 76 |
| 2010 | Championnat d'Europe              | Barcelone  | 1re      | 400 m haies | 52 s 92       |
| 2011 | Championnats d'Europe par équipes | Stockholm  | 2e       | 400 m haies | 54 s 52       |
| 2011 | Championnats du monde             | Daegu      | 3e       | 400 m haies | 53 s 85       |
| 2011 | Championnats du monde             | Daegu      | —        | 4 × 400 m   | DQ            |
| 2012 | Jeux olympiques                   | Londres    | —        | 400 m haies | DQ            |
| 2012 | Jeux olympiques                   | Londres    | —        | 4 × 400 m   | DQ            |
| 2013 | Championnats du monde             | Moscou     | —        | 4 × 400 m   | DQ            |

## Records
| Épreuve     | Performance | Lieu      | Date            |
| ----------- | ----------- | --------- | --------------- |
| 200 m       | 22 s 75     | Toula     | 31 juillet 2004 |
| 400 m       | 49 s 85     | Toula     | 31 juillet 2004 |
| 400 m haies | 52 s 92     | Barcelone | 30 juillet 2010 |